# Roberto Magnani
Roberto Magnani (Parma, 13 gennaio 1977) è un dirigente sportivo ed ex calciatore italiano, di ruolo centrocampista.

## Carriera

### Club
Cresce calcisticamente nel Parma dove percorre la trafila giovanile fino all'esordio in massima serie avvenuto nel corso della stagione 1994-1995, unica presenza in Serie A. La stagione successiva è nelle file dell'Ancona in serie cadetta dove colleziona 22 presenze senza marcature.
L'anno successivo scende di categoria con il Modena (17 presenze): da qui continuerà a calcare i campi della Serie C1 con la maglia di Gualdo (2 stagioni, 52 presenze ed 1 gol con promozione in Serie B persa ai play-off).
Nel 1999 scende ulteriormente di categoria con il Messina, contribuendo alla promozione dei siciliani (20 presenze e 1 rete). La stagione successiva veste la maglia del Brescello nella sua ultima stagione in C1 (28 presenze ed 1 gol).
Nel 2001 approda al Treviso dove in due stagioni raggiunge la promozione dalla C1 alla Serie B (57 presenze e 2 reti). Nel 2003 ritorna a giocare in Serie B con il Vicenza (6 presenze) ma a metà stagione raggiunge il Prato in Serie C1, subendo a fine stagione una retrocessione in Serie C2 (13 presenze).
La stagione successiva si divide tra la Reggiana in Serie C1 (2 presenze) e la Cisco Lodigiani in Serie C2 (11 presenze).
Nel 2005 lascia il calcio professionistico giocando con il Crociati Noceto nell'Eccellenza dell'Emilia-Romagna, per poi tornare nella stagione successiva in Serie C2 con la Torres (26 presenze).
Nel 2007 passa all'Albignasego, squadra del campionato veneto di Eccellenza, mentre nel 2008 si accasa nuovamente al Crociati Noceto, con cui trascorre altre 2 stagioni e termina la sua carriera agonistica.
Nel 2010 viene nominato direttore sportivo del Crociati Noceto.
Nel 2020 è direttore sportivo  della Langhiranese

### Nazionale
Dal 1994 al 1995 cioè quando era tesserato con il Parma e con l'Ancona, ha vestito la maglia della Italia under 18 con cui ha conquistato un secondo posto agli europei di categoria tenutisi in Grecia nel 1995.

## Palmarès

### Club

#### Competizioni nazionali
- Serie C1: 1

Treviso: 2002-2003
- Supercoppa di Lega di Serie C1: 1

Treviso: 2003
- Serie C2: 1

Messina: 1999-2000
- Serie D: 1

Crociati Noceto: 2008-2009

#### Competizioni internazionali
- Coppa UEFA: 1

Parma: 1994-1995